# Isocapnia integra
Isocapnia integra är en bäcksländeart som beskrevs av Paul E. Hanson 1943. Isocapnia integra ingår i släktet Isocapnia och familjen småbäcksländor. Inga underarter finns listade i Catalogue of Life.